# Ferma

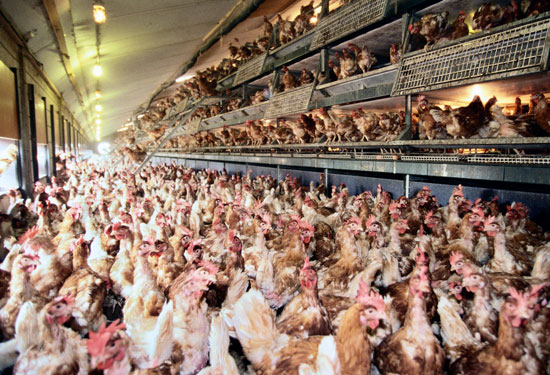
Ferma drobiu

Ferma – gospodarstwo rolne o cechach przedsiębiorstwa specjalizujące się w określonej produkcji.
Na przykład:
- ferma drobiu,
- ferma zwierząt futerkowych (najpopularniejsze są fermy norek)[2],
- ferma bydła domowego,
- ferma trzody chlewnej,
- ferma strusi,
- ferma ślimaków.

Nadzór weterynaryjny nad fermami sprawuje powiatowy lekarz weterynarii.